# Liste der Mitglieder des Consiglio Grande e Generale (19. Legislaturperiode)
Die Liste gibt einen Überblick über alle Abgeordneten des Consiglio Grande e Generale, der Legislative San Marinos, in der 19. Legislaturperiode von 1974 bis 1978.

## Zusammensetzung
Nach den Parlamentswahlen vom 8. September 1974 setzte sich der Consiglio Grande e Generale wie folgt zusammen.
| Mitglied des Consiglio Grande e Generale | geb. | Liste | Listenplatz | Kommentar |
| ---------------------------------------- | ---- | ----- | ----------- | --------- |
| Giuseppe Amici                           | 1941 | PCS   | 07          |           |
| Enrico Andreoli                          |      | PSS   | 05          |           |
| Giuseppe Arzilli                         | 1941 | PDCS  | 22          |           |
| Adalmiro Bartolini                       |      | PCS   | 08          |           |
| Libero Barulli                           | 1947 | PSDIS | 02          |           |
| Umberto Barulli                          | 1921 | PCS   | 01          |           |
| Marino Benedetto Belluzzi                |      | PDCS  | 21          |           |
| Giuseppe Berardi                         |      | PCS   | 10          |           |
| Gian Luigi Berti                         | 1930 | PDCS  | 02          |           |
| Federico Bigi                            | 1920 | PDCS  | 01          |           |
| Ubaldo Biordi                            |      | PCS   | 13          |           |
| Marino Bollini                           | 1933 | PSDIS | 06          |           |
| Menetto Evaristo Bonelli                 |      | CDR   | 01          |           |
| Renzo Bonelli                            |      | MLS   | 01          |           |
| Clara Boscaglia                          | 1930 | PDCS  | 04          |           |
| Primo Bugli                              |      | PSS   | 03          |           |
| Ennio Burgagni                           |      | PDCS  | 24          |           |
| Cristoforo Buscarini                     |      | PCS   | 06          |           |
| Marina Busignani                         | 1930 | PSS   | 08          |           |
| Virgilio Cardelli                        |      | PDCS  | 17          |           |
| Alvaro Casali                            |      | PSDIS | 05          |           |
| Anna Maria Casali                        |      | PCS   | 09          |           |
| Alberto Cecchetti                        | 1944 | PSS   | 07          |           |
| Antonio Ceccoli                          | 1946 | PDCS  | 08          |           |
| Lino Celli                               |      | PCS   | 04          |           |
| Emilio Della Balda                       | 1937 | PSDIS | 01          |           |
| Giuseppe Della Balda                     |      | PSS   | 06          |           |
| Francesco Francini                       |      | PDCS  | 14          |           |
| Clelio Galassi                           | 1950 | PDCS  | 18          |           |
| Cesare Antonio Gasperoni                 | 1944 | PDCS  | 20          |           |
| Ermenegildo Gasperoni                    | 1906 | PCS   | 02          |           |
| Franco Gatti                             |      | PDCS  | 13          |           |
| Gilberto Ghiotti                         |      | PCS   | 11          |           |
| Giancarlo Ghironzi                       | 1932 | PDCS  | 05          |           |
| Remy Giacomini                           |      | PSS   | 02          |           |
| Pietro Giancecchi                        |      | PSDIS | 09          |           |
| Alberto Lonfernini                       |      | PDCS  | 23          |           |
| Giuseppe Lonfernini                      |      | PDCS  | 09          |           |
| Luigi Lonfernini                         | 1938 | PDCS  | 11          |           |
| Prino Marani                             | 1922 | PCS   | 12          |           |
| Giovanni Vito Marcucci                   | 1927 | PDCS  | 03          |           |
| Rosolino Martelli                        | 1939 | PDCS  | 12          |           |
| Tito Masi                                | 1949 | PDCS  | 19          |           |
| Stelio Montironi                         |      | PSDIS | 03          |           |
| Fausta Morganti                          | 1944 | PCS   | 05          |           |
| Leo Marino Morganti                      |      | PCS   | 03          |           |
| Gastone Pasolini                         |      | PCS   | 15          |           |
| Ferruccio Piva                           |      | PDCS  | 10          |           |
| Giordano Bruno Reffi                     | 1921 | PSS   | 01          |           |
| Pietro Reffi                             | 1927 | PDCS  | 07          |           |
| Renzo Renzi                              |      | PCS   | 14          |           |
| Michele Righi                            |      | PDCS  | 25          |           |
| Mario Rossi                              |      | PSDIS | 07          |           |
| Italo Rossini                            |      | PDCS  | 06          |           |
| Simone Rossini                           |      | PSDIS | 04          |           |
| Alvaro Selva                             |      | PDP   | 01          |           |
| Severino Tura                            |      | PSDIS | 08          |           |
| Marino Vagnetti                          | 1924 | PDCS  | 16          |           |
| Francesco Valli                          |      | PDCS  | 15          |           |
| Antonio Lazzaro Volpinari                | 1943 | PSS   | 04          |           |

## Abkürzungen
- CDR: Comitato Difesa Repubblica
- MLS: Movimento Libertà Statuarie
- PCS: Partito Comunista Sammarinese
- PDP: Partito Democratico Popolare
- PDCS: Partito Democratico Cristiano Sammarinese
- PSDIS: Partito Socialista Democratico Independente Sammarinese
- PSS: Partito Socialista Sammarinese